# Mario Fantini
Mario Fantini  (partizansko ime Sasso), italijansko-slovenski partizanski poveljnik, * 14. junij 1912, Gradišče ob Soči, Avstro-Ogrska † 7. oktober 1988, Aviano, Italija.

## Življenje in delo
Po končani poklicni pomorski šoli se je zaposlil v tržaški ladjedelnici. Tu se je vključil v delavsko in protifašistično gibanje. Ob kapitulaciji Italije 1943 je postal član akcijskega odbora v Tržiču in v njem zastopal Komunistično partijo Italije. Septembra 1943 se je pridružil narodnoosvobodilni borbi. Kot borec Tržaške brigade je sodeloval v bojih okoli Gorice; po nemški ofenzivi je postal poveljnik garibaldinskega bataljona Mazzini, nato divizije Garibaldi Osoppo, junija 1944 brigade Garibaldi Natisone, dva meseca pozneje pa novoustanovljene divizije Garibaldi Natisone; tej je poveljeval do konca vojne. Po vojni je bil med drugim komunistični svetovalec v tržaški občini in dolgoletni predsednik pokrajinskega odbora Vsedržavnega združenja partizanov Italije za Goriško, po 1986 njegov častni predsednik.